# Actebia
Actebia is een geslacht van nachtvlinders uit de familie van de uilen (Noctuidae). Dit geslacht is wel opgevat als een groot geslacht met een aantal ondergeslachten maar ook als een klein geslacht waarbij de ondergeslachten tot de zelfstandige geslachten Hemiexarnis, Ledereragrotis, Parexarnis, Perissandria en Protexarnis zijn opgewaardeerd. Die laatste opvatting is hier gevolgd. De synoniemen in Actebia zijn hieronder klein weergegeven.

## Soorten
- Actebia amphibola Boursin, 1963
- Actebia fennica (Tauscher, 1806)
- Actebia praecox (Linnaeus, 1758) (slanke groenuil)
- Actebia praecurrens (Staudinger, 1888)

Hemiexarnis
- Actebia berezskii (Kozhanchikov, 1937)
- Actebia moechilla (Püngeler, 1906)
- Actebia nivea (Boursin, 1948)
- Actebia peperida (Hampson, 1903)

Ledereragrotis
- Actebia difficilis (Erschoff, 1877)
- Actebia multifida (Lederer, 1870)

Parexarnis
- Actebia ala (Staudinger, 1881)
- Actebia candida (Staudinger, 1889)
- Actebia chlorophaia (Boursin, 1940)
- Actebia damnata (Draudt, 1937)
- Actebia delonga (Chen, 1993)
- Actebia figulina (Draudt, 1936)
- Actebia fugax (Treitschke, 1825)
- Actebia laetifica (Staudinger, 1889)
- Actebia obscurior (Staudinger, 1889)
- Actebia obsoleta (Corti, 1933)
- Actebia obumbrata (Staudinger, 1889)
- Actebia photophila (Guenee, 1852)
- Actebia poecila (Alphéraky, 1888)
- Actebia pseudosollers (Boursin, 1940)
- Actebia sollers (Christoph, 1877)
- Actebia taurica (Staudinger, 1879)
- Actebia vestilina (Hampson, 1903)
- Actebia violetta (Staudinger, 1888)

Perissandria
- Actebia adornata (Corti & Draudt, 1933)
- Actebia argillacea (Alphéraky, 1892)
- Actebia brevirami (Hampson, 1894)
- Actebia diopsis (Boursin, 1963)
- Actebia dizyx (Püngeler, 1906)
- Actebia ficta (Hreblay & Plante, 1998)
- Actebia herzioides (Corti & Draudt, 1933)
- Actebia parvula (Alphéraky, 1897)
- Actebia sheljuzhkoi (Boursin, 1964)
- Actebia sikkima (Moore, 1867)
- Actebia subfusca (Yoshimoto, 1995)
- Actebia tibetophasma (Boursin, 1963)

Protexarnis
- Actebia amydra (Chen, 1993)
- Actebia balanitis (Grote, 1873)
- Actebia confusa (Alphéraky, 1882)
- Actebia monogramma (Hampson, 1903)
- Actebia nyctina (Hampson, 1903)
- Actebia opisoleuca (Staudinger, 1881)
- Actebia squalida (Boisduval, 1840)
- Actebia squalidiformis (Corti, 1933)
- Actebia subuniformis (Corti & Draudt, 1933)